# József Kopácsy

József Kopácsy, Lithographie von Franz Eybl, 1841

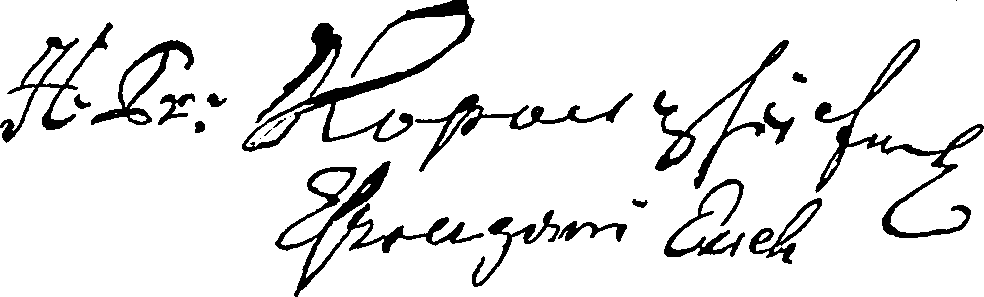
Signatur

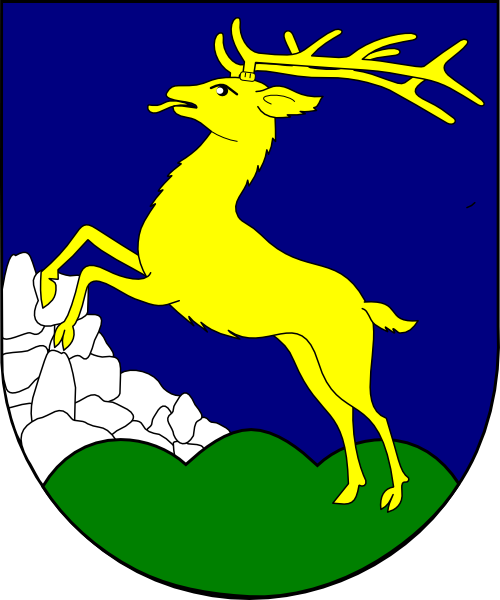
Wappen des Erzbischofs József Kopácsy

József Kopácsy (* 30. Mai 1775 in Veszprém, Ungarn; † 18. September 1847 in Esztergom, Ungarn) war von 1838 bis 1847 Metropolit und Erzbischof von Esztergom sowie Primas von Ungarn.

## Leben
József Kopácsy entstammt einer verarmten ungarischen Adelsfamilie und ging in Veszprém zur Schule, bereits hier wurde er durch den örtlichen Pfarrer unterstützt und konnte schließlich ein Theologiestudium auf der „Emericanum“ in Bratislava absolvieren. Seit 1799 arbeitete er als Lehrer für Kirchenrecht und wurde im Jahre 1805 zum Richter des Kanonischen Rechts, schließlich wurde er 1809 Direktor des Priesterseminars in Veszprém. Mit dem Tode von Karl Ambrosius von Österreich-Este trat er in das Domkapitel von Esztergom ein und wurde 1817 zum Prälaten ernannt. Im Jahre 1827 wurde er zum Bischof von Veszprém geweiht und betreute insgesamt 34 Kirchengemeinden. In die Ungarische Akademie der Wissenschaften wurde er 1833 berufen und vertrat eine ungarisch-nationale Ausrichtung. Als Diözesanbischof von Veszprém ordnete József Kopácsy die ungarsprachige Matrikelführung an und gründete 1834 eine Lehrerbildungsanstalt.

## Sedisvakanz
In der ersten Hälfte des 19. Jahrhunderts war die österreichisch-ungarische Kirche vom Josefinismus geprägt. Da der Stuhl des Erzbischofs von Esztergom, und damit der des Primas von Ungarn, durch den österreichischen Kaiser vergeben wurde, kam es vor, dass durch Wien manche Bischofssitze aus politischen und taktischen Gründen, aber auch aus Gründen der finanziellen Einsparungen, unbesetzt blieben. Teilweise musste der Heilige Stuhl die Widerrufung der jansenistischen und etatistischen Beschlüsse der Diözesansynode forderte, die der Bischof von Siebenbürgen, Ignác Szepesy, im Jahre 1822 zusammengerufen hatte. Dieser Bischof setzte allerdings voraus, „dass die Majestät dieses erlauben würde“. Von diesem kaiserlichen Treuedenken getragen, wollte ihn Kaiser Ferdinand I. von Österreich 1838 – nach einer siebenjährigen Sedisvakanz – zum Erzbischof von Esztergom und damit zum Primas von Ungarn einsetzen. Bischof Szepesys verstarb jedoch und als nächster Kandidat stand Bischof József Kopácsy von Wesprim auf der Liste, der auch dem kaisertreuen Zweig zugerechnet wurde. Zunächst weigerte sich Kopácsy, nahm jedoch nach einer halbjährigen Bedenkzeit die Berufung an. Nun begann eine Hetzkampagne gegen den neuen Primas und man beschuldigte ihn des Jansenismus.

## Primas von Ungarn

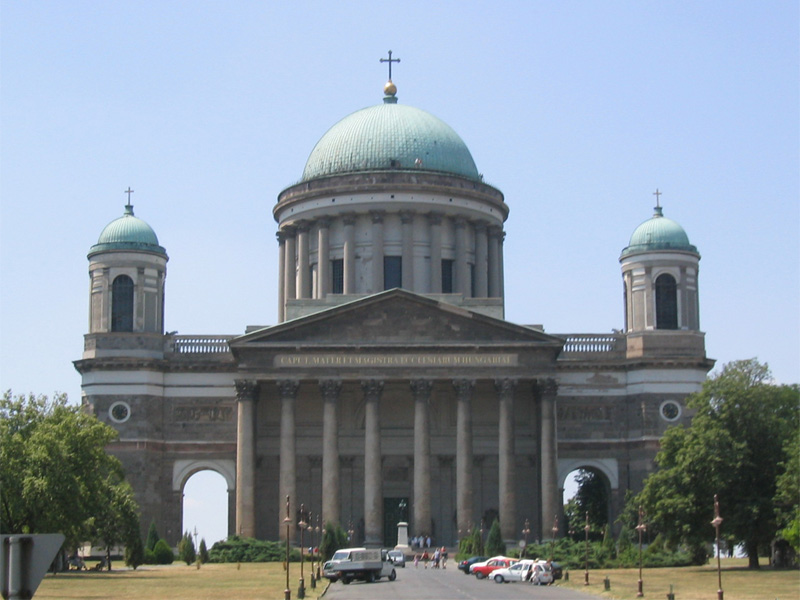
Basilika von Esztergom

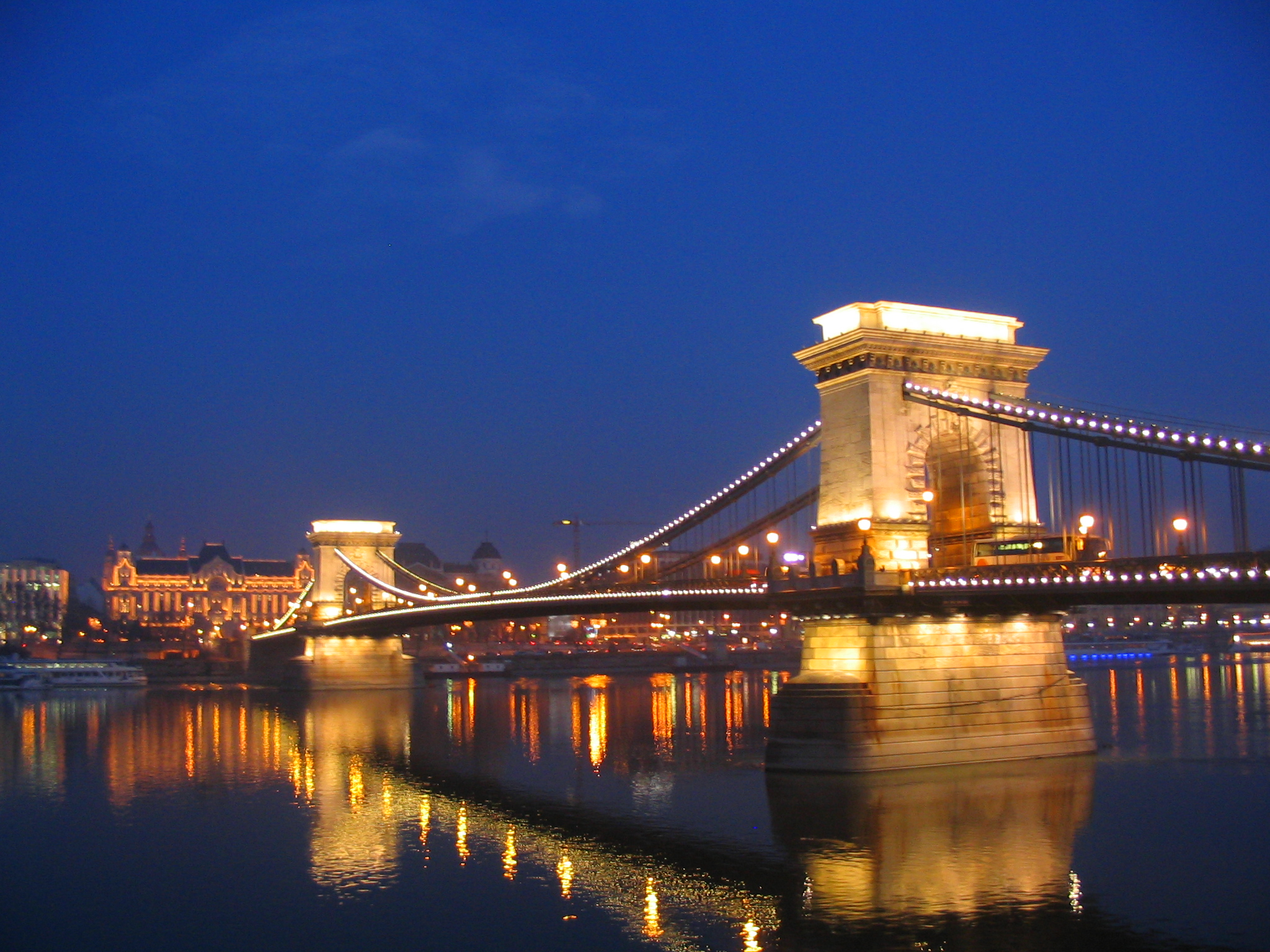
Kettenbrücke in der Blauen Stunde

Sein Vorgänger, Alexander Kardinal Rudnay verstarb am 13. September 1831 und erst am 15. Dezember 1838 wurde Bischof Kopácsy zum Erzbischof von Gran ernannt und somit zum Nachfolger als Primas von Ungarn berufen, gleichzeitig blieb er Bischof von Veszprém. Als Erzbischof setzte er sich für den Weiterbau der Basilika von Esztergom ein, er förderte den Neubau der berühmten Kettenbrücke in Budapest und war Herausgeber eines englischsprachigen Diözesanrundschreibens.

## Ehrungen
In Würdigung seiner Tätigkeiten wurde nach dem Tode des Primas in Esztergom eine Straße nach ihm benannt. Der Erzbischof hatte am 3. November 1842 die Esztergomer Erzbischöfliche Lehrerbildungsanstalt eröffnet, sie war die Vorgängerin der jetzigen Römisch-Katholischen Pädagogischen Hochschule von Esztergom.